# Bibio birudis
Bibio birudis är en tvåvingeart som beskrevs av Walker 1861. Bibio birudis ingår i släktet Bibio och familjen hårmyggor. Inga underarter finns listade i Catalogue of Life.